# 金柱大门

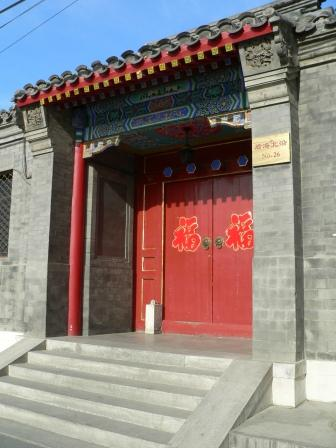
北京四合院的金柱大门

金柱大门是中国古代建筑的一种屋宇式宅门，在等级上低于广亮大门，高于蛮子门、如意门，为官宦人家采用。
金柱大门占据一个开间，和广亮大门不同的是，門屋構造沒有中柱、門立在外金柱位置，因此门的进深不如广亮大门，其门外比门内浅，门外占四分之一，门内占四分之三。
金柱大门有四颗门簪，有時有雀替。